# Anonychomyrma itinerans
Anonychomyrma itinerans är en myrart som först beskrevs av Lowne 1865.  Anonychomyrma itinerans ingår i släktet Anonychomyrma och familjen myror.

## Underarter
Arten delas in i följande underarter:
- A. i. ballaratensis
- A. i. depilis
- A. i. itinerans
- A. i. perthensis